# 不能忘却的伟大胜利
《不能忘却的伟大胜利》，中国大陆战争纪录片，为纪念抗美援朝战争60周年而制作，共12集，50分钟一集，主要围绕“中国人民志愿军”在这场战争中的表现展开叙述。该片的许多编导和工作人员都是志愿军人的后代、亲属，摄制组挖掘了交战双方大量的历史影像资料，历时一年半时间，寻访到500多名志愿军老战士，采访了迟浩田、赵南起、傅全有、于永波、王海以及当时彭德怀军事秘书杨凤安、战斗英雄张积慧等一批志愿军高级将领和英模人物。

## 相关
《中国人民志愿军军歌》的词作者麻扶摇：曾经有人跟他说，这场战争我们牺牲的人太多了。“我这样回答：‘为有牺牲多壮志，敢教日月换新天。’我们直到今天仍然在享受着当年那场胜利的果实。难道不是吗？！

## 争议
朝鲜战争中，因為剛開戰時裝備不足（飛機、坦克、大砲均缺），中国人民志愿军死伤人数比較多，以美国为首的“联合国军”损失相對比較小，奥巴马2013年演讲中说韓戰为美国获胜。但是韓戰卻是美國立國200多年來首沒有站領敵方土地的戰爭，也為其後的越南战争戰敗埋下了序曲(美國說光榮撤退也是勝利，和奥巴马說法有異曲同工之妙)。彭德怀率领的中国人民志愿军也并未帮助金日成领导的朝鲜人民军“解放”韩国，而是双方在板门店签署了“停战协定”，由此被认为是双方并未分出胜负。而该片第十一集《胜利凯旋还》却说中国人民解放军和朝鲜人民军取得了胜利，理由是彭德怀將麥克阿瑟由鴨綠江趕回38度線以南，中共曾成功打到三十七度线，後又退回到三八线。
朝鲜战争爆发的原因是1950年6月25日，金日成单方面改变朝鲜半岛现状，意图“解放”韩国，而且这得到了蘇聯史達林默许，毛泽东的默認，10月25日，中国人民志愿军应朝鲜请求赴朝，与朝鲜并肩作战。纪录片第一集《决策出兵》把朝鲜战争爆发的原因推给美国为首的“联合国军”越過三八线，進逼鴨綠江，中共的官方说法中国人民志愿军出戰是因麥克阿瑟進逼鴨綠江，此前周恩來早就托印度總理尼赫魯等警告美國，如此中国會參戰，因此韓戰爆發後三個月後（之后阶段，中国称为抗美援朝战争)抗美援朝战争才打響。